# Hein Deprez
Hein Deprez (Wilrijk, 6 augustus 1961) is een Belgisch ondernemer. Hij is medeoprichter, hoofdaandeelhouder en co-CEO van Greenyard, een internationaal opererend bedrijf in de voedingssector. Hij is stichter en topman van de Univeg-groep, een multinational in de sector van groenten en fruit. Hij kocht als mecenas historisch waardevolle domeinen en liet ze  restaureren.

## Levensloop

### Univeg
De grootvader van Hein Deprez had in de Westhoek een landbouwbedrijf, maar ging in de haven van Antwerpen aan de slag en week uit naar het Waasland. Op 21-jarige leeftijd zette Deprez zijn studies stop. In 1983 begon hij in Belsele als kweker van champignons. Zijn onderneming breidde na verscheidene overnames fors uit. In 1987 startte hij met Univeg en wist door fusies en overnames in Nederland (Bakker Barendrecht), Frankrijk (Katopé), Duitsland (Atlanta AG, de Duitse distributietak van Chiquita), Italië (Bocchi) en Turkije (Alara) de onderneming te doen groeien tot een concern dat actief is in 25 landen en een omzet maakt van 3,3 miljard euro. De Univeg-groep bestaat uit vier business units: groenten en fruit, bloemen en planten, convenience en logistiek en transport, met een personeelsbestand van 9.500 mensen.
Daarnaast is Deprez de grootste aandeelhouder van beursgenoteerde voedingsgroep PinguinLutosa uit Westrozebeke dat in 2011 Scana Noliko uit Bree overnam voor € 115 miljoen.
Hij was van januari 2016 tot december 2019 bestuurder van het Havenbedrijf Antwerpen. In 2017 werd hij voorzitter van de Geneeskundige Stichting Koningin Elisabeth (GSKE).

### Greenyard
Medio 2015 werden de activiteiten van Univeg en Peltracom gebundeld in de Greenyard Foods Group. Voor hun inbreng kregen de aandeelhouders van Univeg en Peatinvest 25,5 miljoen nieuwe aandelen. Na de transactie zijn Deprez en zijn zus Veerle met 51% van de aandelen de hoofdaandeelhouders. De familie heeft aangegeven aandelen te willen verkopen waarbij ze minimaal 30% van de aandelen zullen behouden.

### Kastelen en domeinen
Deprez kwam in 2011 in het nieuws door de aankoop van het historisch Kasteel van Male in Brugge. Datzelfde jaar werd hij eveneens eigenaar van het Kasteel Ter Eiken in Klein-Sinaai.
In hun woonplaats Belsele is de familie Deprez sinds 2004 eigenaar van het Bisschoppelijk Domein en de omliggende groene zone. Het werd een groene gordel die toegankelijk is voor het publiek, met de belofte dat er de eerste dertig jaar niet wordt gebouwd.
In 2008 behaalde hij een Vlerick Award, dat een Belgische ondernemer bekroont die met duurzame resultaten zijn bedrijf internationaal uitbouwde.